# Ruta de Illinois 172
La Ruta de Illinois 172, y abreviada IL 172 (en inglés: Illinois Route 172) es una carretera estatal estadounidense ubicada en el estado de Illinois. La carretera inicia en el sur desde la IL 92     en Bureau County hacia el norte en la IL 40     en Whiteside County. La carretera tiene una longitud de 21 km (13.06 mi).

## Mantenimiento
Al igual que las autopistas interestatales, y las rutas federales y el resto de carreteras estatales, la Ruta de Illinois 172 es administrada y mantenida por el Departamento de Transporte de Illinois por sus siglas en inglés IDOT.